# Hornstedtia leonurus
Hornstedtia leonurus är en enhjärtbladig växtart som först beskrevs av J.König, och fick sitt nu gällande namn av Anders Jahan Retzius. Hornstedtia leonurus ingår i släktet Hornstedtia och familjen Zingiberaceae. Inga underarter finns listade i Catalogue of Life.